# Jemima Osunde
Pour les articles homonymes, voir Osunde.
Jemima Osunde, née en 1996, est une kinésithérapeute et une actrice nigériane de Nollywood. Alors qu’elle mène des études de médecine, elle se fait connaître par un rôle interprété dans une série télévisée, Shuga. Jemima Osunde participe ensuite à différents tournages et est nommée pour diverses distinctions, notamment aux Africa Movie Academy Awards.

## Biographie
Jemima Osunde est née le 30 avril 1996, d’une famille originaire de l'État d'Edo. Elle est le dernier enfant et la seule fille de ses parents.
À la suite de ses études primaires et secondaires, elle entame des études supérieures au collège de médecine de l'Université de Lagos,. Alors qu’elle est en première année de médecine, en 2014, elle commence également à travailler comme comédienne, initialement comme un divertissement et un moyen de disposer de ressources financières complémentaires. Elle apparaît dans un film, Jungle Jewel. Mais elle acquiert surtout une notoriété, comme comédienne, dans un rôle, Laila, pour une série télévisée de MTV Afrique, Shuga (en), dans la quatrième saison, tournée en 2015. Cette série est un succès dans plusieurs pays africains. Cette saison 4 est notamment consacrée à des thèmes autour du sida, impliquant les adolescentes : le dépistage du VIH, la divulgation d’un statut de contaminé, la stigmatisation, la prévention de la transmission de la mère à l'enfant, mais aussi l’autonomie des femmes, la violence sexiste et le premier rapport sexuel,. Lorsque le tournage déménage en Afrique du Sud pour la saison suivante, elle en est écartée pendant un an. Elle réapparaît dans la distribution de la sixième saison lorsque ce tournage revient à nouveau au Nigeria. D’autres tournages suivent, pour des télévisions ou le cinéma.
Jemima Osunde est également de retour pour la septième saison de MTV Shuga. Cette nouvelle saison, intitulée Alone Together présente des appels vidéos, des conversations virtuelles et des échanges sur les réseaux sociaux entre les personnages principaux, confinés, pendant la pandémie due au covid-19. Tout le tournage est fait par les acteurs et cette mini-série web dépeint les aspects de la vie pendant la pandémie.
En 2019, Jemima Osunde obtient son diplôme de docteur en Kinésithérapie, à  l'Université de Lagos. Elle est également nommée cette année-là aux Best of Nollywood Awards et aux Africa Movie Academy Awards dans la catégorie des meilleures actrices dans un rôle principal, pour sa performance dans The Delivery Boy, film diffusé en 2018.
En 2020, elle a fait partie du casting de Quam's Money qui est une suite d’un autre film de 2018, New Money, dans lequel elle a déjà joué. Le scénario de cette suite est consacré au devenir d'un agent de sécurité (Quam) devenu soudainement multi-millionnaire. Le casting comprend également Nse Ikpe Etim.
En 2021, elle rejoint, comme des milliers de diplômés nigérians, le programme d'orientation obligatoire du National Youth Service Corps (elle télécharge une photo d'elle sur Instagram le 7 juin 2021).

## Filmographie

### Films
- 2013 : Jungle Jewel
- 2016 : Stellar
- 2017 :  Esohe
- 2017 :  My Wife & I
- 2017 : Isoken
- 2018 : New Money
- 2018 : Lionheart
- 2018 : The Delivery Boy
- 2020 : Quam's Money

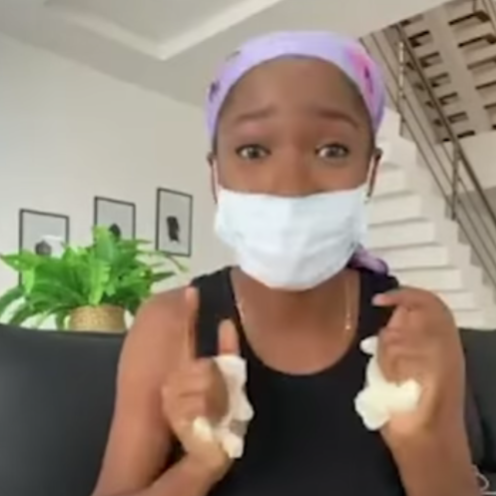
Jouant pour la série Shuga, pour la saison de cette série se déroulant durant une période de confinement

- 2024 : Le Détournement de Robert O. Peters : Temitope

### Télévision
- Shuga (2015, 2017, 2020)
- Ojays (2015)
- Inspector K (2018)
- The Johnsons (2015)
- This Is It (2016–2017)
- Rumour Has It (2018)
- Papa Benji (2020)